# Santos Vega (poema de Rafael Obligado)
Santos Vega (1885) es un poema del escritor y poeta argentino Rafael Obligado (1851-1920). Se considera una de las obras cumbres de la literatura argentina.
Obligado se inspiró en Santos Vega (c. 1874), obra del escritor costumbrista Eduardo Gutiérrez (1851-1889), quien contó a la manera de folletín la historia del payador bonaerense Santos Vega (fallecido antes de 1837) y de su amigo Carmona, perseguidos por la justicia.
El poema de Rafael Obligado se inscribe dentro de la estética romanticista, por la notable presencia de elementos típicos como el crepúsculo y el nacionalismo.
Cuando la tarde se inclina
sollozando al occidente,
corre una sombra doliente
sobre la pampa argentina.

## Cuatro cantos
El poema está dividido en cuatro cantos:
1. El alma del payador
2. La prenda del payador
3. El himno del payador
4. La muerte del payador.

No son cronológicos, ya que en los primeros dos se presenta al fantasma, que habita la pampa, en el cuarto se relata la última payada; y el tercer canto fue un agregado posterior en el que Santos Vega (vivo) irrumpe en un partido de pato para convocar a los gauchos a unirse a la Revolución de Mayo (1810)

### El alma del payador
Se presenta el mito: una sombra triste que vaga por las lagunas de la pampa, que toca cualquier guitarra olvidada cerca de los aljibes y culmina con una exaltación de la Argentina por parte del yo poético:
Beso este suelo querido
que a mis caricias se entrega
mientras de orgullo me anega
la convicción de que es mía
la Patria de Echeverría
la tierra de Santos Vega
Cabe destacar que contrariamente al canon del clasicismo griego y romano, el sujeto del poema aparece al final del primer canto y no en el proemio. Además predominan las referencias al agua.

### La prenda del payador
En este canto predominan las referencias al viento. Santos Vega visita a su amada (la «prenda», en el habla gauchesca) bajo la forma de un huracán.

### El himno del payador
El tercer canto no aparecía en la primera edición sino que fue agregado posteriormente. Difiere de los otros tres en el estilo, ya que es mucho menos descriptivo y se detiene en las acciones y en los diálogos; además, a diferencia de los anteriores, Santos Vega todavía no había desafiado al diablo. Las descripciones se centran en el elemento de la tierra (el campo y la patria)